# Miriam Castillo
Miriam Castillo Zárate (* 1. Juni 1992 in Acapulco, Guerrero) ist eine mexikanische Fußballspielerin, die vorwiegend im defensiven Mittelfeld agiert.

## Leben
Als Studentin spielte Castillo mehrere Jahre (mindestens von 2010 bis 2015, als sie ihre fußballerische Laufbahn unterbrach) für die Universitätsmannschaft der Tigrillas de la Universidad Autónoma de Nuevo León; des zu jener Zeit noch als reiner Studentenmannschaft betriebenen Vorläufers der Tigres Femenil, die 2017 zur Teilnahme an der Liga MX Femenil ins Leben gerufen wurden. 
2018 nahm sie ihre fußballerische Laufbahn wieder auf und unterschrieb bei Chivas Femenil, für die sie in den acht Spielzeiten vom Sommer 2018 bis zum Sommer 2022 insgesamt 120 Einsätze absolvierte und dabei 9 Tore erzielte. In ihrer letzten Spielzeit, der Clausura 2022, gehörte sie noch zum Kader der Mannschaft, die zum zweiten Mal in der Vereinsgeschichte die mexikanische Frauenfußballmeisterschaft der Liga MX Femenil gewann.
Zur Apertura 2022 wechselte Castillo zu den Bravas de Juárez, bei denen sie auch aktuell (Oktober 2024) noch unter Vertrag steht. 

## Erfolge
- Mexikanische Frauenfußballmeisterin: Clausura 2022